# أنجيلو يوريو
أنجيلو يوريو (بالإيطالية: Angelo Iorio)‏ هو لاعب كرة قدم إيطالي في مركزي قلب الدفاع والدفاع، ولد في 26 أغسطس 1982 في جنوة في إيطاليا. شارك مع منتخب إيطاليا تحت 18 سنة لكرة القدم ومنتخب إيطاليا تحت 19 سنة لكرة القدم. أما مع النوادي، فقد لعب مع فيرتوس فيرونا ونادي بياتشينزا ونادي جنوى ونادي كريمونيسي.

## وصلات خارجية
- أنجيلو يوريو على موقع قاعدة بيانات كرة القدم.إي يو (الإنجليزية)
- أنجيلو يوريو على موقع Soccerway.com (الإنجليزية)
- أنجيلو يوريو على موقع عالم كرة القدم.نت (الإنجليزية)